# Karin Sonnenmoser
Karin Sonnenmoser (* 8. Oktober 1969 in Biberach an der Riß) ist eine deutsche Managerin. 

## Werdegang
Nach dem Abitur am Pestalozzi-Gymnasium in Biberach studierte Sonnenmoser von 1989 bis 1994 Betriebswirtschaftslehre an der Universität Augsburg und schloss ein Master of Business Administration (MBA)-Studium an der University of Dayton, Ohio ab. 
Nach dem Studium begann Sonnenmoser 1995 als Trainee bei der Volkswagen AG in Wolfsburg. Zwischen 1996 und 2000 war sie in unterschiedlichen Funktionen im Rechnungswesen und Controlling der Marken Volkswagen und Seat tätig. 
2002 wurde Sonnenmoser zum Generalsekretär des Vorstandsvorsitzenden der Marke Volkswagen PKW ernannt. Von Januar 2005 bis Dezember 2006 war sie sowohl als Generalsekretär für den Vorstandsvorsitzenden der Markengruppe Volkswagen, Wolfgang Bernhard, als auch für den Vorstandsvorsitzenden der Volkswagen AG, Bernd Pischetsrieder, tätig. 
Im Januar 2007 wechselte sie als Geschäftsführerin zur AutoVision GmbH. Ihre Verantwortungsbereiche umfassten das Beteiligungsmanagement der AutoVision GmbH sowie die Organisationseinheiten Prozessmanagement, Unternehmensentwicklung und Finanzen & Recht. Im August 2009 übernahm Karin Sonnenmoser die CEO-Position der AutoVision GmbH. 
Vom 1. Dezember 2010 bis April 2014 war Karin Sonnenmoser als Geschäftsführerin Finanz und Controlling der Volkswagen Sachsen GmbH, der Volkswagen Sachsen Immobilien Verwaltungs GmbH, der Automobil Manufaktur Dresden GmbH („Gläserne Manufaktur“) sowie der Volkswagen Bildungsinstitut GmbH in Zwickau tätig. 
Ab 1. Mai 2014 war sie Finanzvorstand (CFO) bei der Zumtobel AG und zudem im Aufsichtsrat der Vivantes. Mit Ende Juni 2018 sollte sie aus der Zumtobel AG ausscheiden.
Seit dem 1. März 2019 ist sie Finanzvorstand der Ceconomy AG.